# Mega Man V
Mega Man V, i Japan  känt som  Rockman World 5 (ロックマンワールド5 Rokkuman Wārudo Faibu?), utvecklades av Capcom, och är det sista Mega Man-spelet till Game Boy.

## Handling
Året är 20XX efter Kristi födelse, då Mega Man och Roll stöter på roboten Terra. Mega Man upptäcker snart att armkanonen inte har någon effekt på Terra. Terra vinner kampen, och slår ut Mega Man samtidigt som två robotgrupper som kallar sig "Stardroids" anfaller Jorden, och besegrar flertalet robotar, bland andra ledarrobotarna från tidigare spel.
Dr. Light utrustar Mega Man med en ny armkanon, och efter att Mega Man besegrat alla Stardroids, inklusive Terra, upptäcker Mega Man att Dr. Wily skickat ut robotarna för att ta över världen. Mega Man ger sig av mot Dr. Wilys nya bas "Wily Star", och efter strid med fyra fiender från tidigare äventyr (Enker, Quint, Punk och Ballade) stöter han på åtta andra Stardroids. Dr. Wily släpper då lös roboten "Sunstar" för att krossa Mega Man. Sunstar attackerar Dr. Wily, och Mega Man försöker övertala Sunstar att bli reparerad av Dr. Light. Sunstar är dock svårt skadad, och exploderar. Explosionen förstör Wily Star-basen. Mega Man flyr med hjälp av Rush. I slutscenerna angrips Mega Man återigen av Dr. Wily, och det hela slutar med att Mega Man jagar Dr. Wily av skärmen.

### Fotnoter
1. ↑  Nintendo staff. ”Game Boy (original) Games” (PDF). Nintendo. Arkiverad från originalet den 15 juni 2011. https://web.archive.org/web/20110615005225/http://www.nintendo.com/consumer/gameslist/manuals/dmg_games.pdf. Läst 30 april 2014.